# Go Let It Out
Go Let It Out is een nummer van de Britse rockband Oasis uit 2000. Het is de eerste single van hun vierde studioalbum Standing on the Shoulder of Giants.
De drums in het nummer zijn gesampled uit Johnny Jenkins' versie van I Walk on Guilded Splinters van Dr. John. Noel Gallagher zei dat Oasis in "Go Let It Out" probeert te klinken als de "moderne Beatles". Het nummer werd in diverse Europese landen een hit. In het Verenigd Koninkrijk haalde het de nummer 1-positie. In het Nederlandse taalgebied was het nummer iets minder succesvol; met een bescheiden 31e positie in de Nederlandse Top 40, en in Vlaanderen een 10e positie in de Tipparade.